# 安德鲁·克拉茨曼
安德鲁·克拉茨曼（英語：Andrew Kratzmann，1971年11月3日—），澳大利亚男子网球运动员，1990年成为职业球手。他曾在2000年澳大利亚网球公开赛搭档津巴布韦球手韋恩·布萊克获得男子双打亚军。